# Земля і воля
«Земля́ і во́ля» — официальный орган Украинской социал-демократической партии (УСДП), действовавшей в Галиции и Буковине.
Первый номер газеты вышел в 1906 году в Черновцах. В феврале 1907 года издание было переведено во Львов, где выходило до 1912 года и в 1919—1924 годах.
«Земля і воля» была первой украинской социал-демократической газетой на Буковине.